# Cómic Social 365
Se llama así al webcómic organizado por la red social educativa Aula365, ganador del Record Guinness 2011, por ser el cómic con la mayor cantidad de autores, rompiendo el anterior récord que poseía Kapow! Comic Con, que había incluido a 62 participantes.
Este cómic social, fue producido mediante la plataforma Aula365, una red social de aprendizaje y proyecto de educación tecnológica de la empresa argentina Competir, que busca acortar las brechas educacionales por medio de la innovación en las TIC’s.
El nombre de la historia fue “Aventuras en el mundo del futuro”, y estuvo compuesta por 20 capítulos que se publicaron cada 15 días, en el sitio de Aula365. El período duró desde abril de 2011 hasta octubre de 2011. Siendo un total de 21 capítulos más 7 especiales.
Cómic Social 365 fue creado en un principio solamente para la web, pero finalmente se decidió imprimir 2000 copias. La aparición de los E-comic, como también se los suele llamar, o de las tradicionales historietas digitalizadas tienen la diferencia que permiten pasar de centenares de lectores a millones de internautas potenciales.
Fue editado en papel por el sello editorial WGT EDICIONES (https://web.archive.org/web/20170923041434/http://wgt-ediciones.com/) y contempló una tirada inicial de 1000 ejemplares que se distribuyeron gratuitamente entre los lectores.

## Las participaciones
Las personas registradas en la red social Aula365, fueron invitadas a proponer diferentes finales para cada capítulo nuevo que aparecía. De esta manera, los más votados a lo largo de cada semana iban dando comienzo a un nuevo capítulo.
Con una cantidad de más de 8000 propuestas, presentadas por 3800 personas diferentes para continuar con los diferentes capítulos del cómic, se seleccionaron 81 propuestas que formaron parte del guion, que a través de 21 capítulos y durante 28 semanas crearon el cómic.

## Record Guinness
“Aventuras en el mundo del futuro” fue galardonado con el récord Guinness 2011, al cómic colaborativo con mayor cantidad de autores del mundo, el 8 de noviembre de 2011. El premio fue entregado en Buenos Aires, Argentina, por Ralph Hannah, el adjudicador asignado de Guinness World Record, a Pablo Aristizabal, fundador de Aula365, en representación de todos los usuarios que hicieron posible este nuevo récord, y a Andrés Tahta, gerente de Marketing de Speedy, la división de negocios de internet de banda ancha del grupo Movistar.

## Web 2.0
Este tipo de producción, se enmarca dentro de la búsqueda de una “inteligencia colaborativa” que se viene proponiendo a partir del surgimiento de la nueva Web 2.0.
La red social Aula365, cuenta actualmente con más de 2.000.000 de usuarios en el mundo, y más de 350.000 en Argentina. Está encargada de brindar apoyo escolar a alumnos y padres, con contenidos referidos a las cuatro áreas básicas de enseñanza: Lengua, Matemática, Ciencias Naturales y Ciencias Sociales, además de inglés e italiano, alineados a los Núcleos de Aprendizaje Prioritarios contemplados los Programas curriculares educativos de los diferentes países de Iberoamérica.
La cantidad de usuarios y los contenidos provistos la posicionan como el servicio de apoyo escolar más importante de habla hispana.

## Argumento
“Aventuras en el mundo del futuro” comienza en un colegio, con el olvido de uno de sus personajes, de su experimento de biología, para el cual había calentado durante una semana un extracto de meteorito. Al llegar al laboratorio, el experimento se había transformado en un portal que permitía viajar al futuro. Como toda curiosidad que caracteriza a los chicos, estos se adentraron en el portal. Una vez en el futuro, las cosas se verían diferentes. La sociedad estaba viviendo un momento de ignorancia frente a los intereses de un malvado científico, que mediante el miedo buscaba aumentar su anhelo de poder y dominación. Atravesando diferentes aventuras, los chicos buscarían la forma de dar a conocer al resto de la sociedad, los planes de este científico. Y con la ayuda de un antiguo conocido resolverían el conflicto, llevando la verdad a todo el mundo.
Las diferentes temáticas que abordó el cómic social 365, buscaron integrar la diversión de leer un cómic, con varios tópicos relacionados con el aprendizaje escolar. Se pueden encontrar temas como la escuela en el futuro, los experimentos, la vida en el espacio, los alimentos en el futuro, los juguetes, las vacaciones, las comunicaciones en el futuro, la vestimenta, los deportes, los líderes del futuro, y diversos temas que buscaron ejercitar la imaginación y colaboración de los chicos dentro de una comunidad en línea moderada y dirigida a distintas edades.